# Lobesia vanillana
Lobesia vanillana es una especie de polilla del género Lobesia, tribu Olethreutini, familia Tortricidae. Fue descrita científicamente por Joannis en 1900.

## Descripción
La envergadura es de 11,5 milímetros.

## Distribución
Se distribuye por Madagascar y Reunión.